# Mark P. McCahill
Mark Perry McCahill (født 7. februar 1956) er en amerikansk programmør og Internetpioner. Han har været involveret i at udvikle og popularisere en række internet-teknologier siden slutningen af 1980'erne.
McCahill ledet udviklingen af Gopher-protokollen, den reelle forgænger til World Wide Web. Han var sammen med Tim Berners-Lee involveret i at skabe og kodificere standarden for Uniform Resource Locators (URL'er), og han ledet udviklingen af POPMail, en af de første e-mail-klienter som havde en grundlæggende indflydelse på senere e-mail-klienter og popularisering af grafiske brugergrænseflader i internet-teknologi mere bredt. Han opfandt også udtrykket "at surfe på internettet."